# ArtRave: The Artpop Ball
ArtRave: The Artpop Ball (estilizada como artRAVE: The ARTPOP Ball) foi a quarta digressão da cantora norte-americana Lady Gaga. O evento começou a 4 de maio de 2014, em promoção do seu terceiro álbum de estúdio Artpop e encerrou-se em  24 de novembro do mesmo ano.

## Antecedentes
Para promover o lançamento do seu terceiro álbum de estúdio Artpop, Gaga organizou um evento privado em Nova Iorque denominado ArtRave, onde interpretou ao vivo várias canções do disco. Este concerto foi mote para definir a direcção criativa da Artrave: The Artpop Ball. As primeiras datas foram anunciadas através da página oficial da cantora no Facebook a 3 de Dezembro de 2013. Depois de se ver obrigada a cancelar abruptamente a fase norte-americana da The Born This Way Ball devido a uma lesão, os concertos estão previstos para começar a 4 de Maio de 2014 nos Estados Unidos, em Fort Lauderdale. Numa entrevista com a Capital FM, a artista falou sobre o conceito que estava a desenvolver para o palco. Afirmando que queria algo diferente do que já tinha feito anteriormente, a cantora revelou que estão a ser construídas duas plataformas, uma principal e outra acompanhante na extremidade da arena. A 29 de Janeiro de 2014, foram reveladas as datas para a fase europeia da turné, que terminou a 24 de Novembro de 2014, em Paris.

## Recepção comercial
Os bilhetes foram primeiramente disponibilizados para os membros da rede social de Gaga, Littlemonsters.com. Foram fornecidos com um código único para encomendas on-line, mas foram limitados a quatro bilhetes por utilizador. De acordo com a Live Nation, o primeiro lote de ingressos foi colocado à venda a 9 Dezembro de 2013, e esgotou em Toronto, Winnipeg, Calgary, Edmonton Los Angeles em poucas horas. Devido a esse facto, foram adicionadas duas novas datas ao itinerário: 26 e 28 de Junho.

## Alinhamento
ACT I
1 - Artpop
2 - G.U.Y.
3 - Donatella
4 - Fashion
ACT II
5 - Venus
6 - MANíCURE
7 - Cake Like Lady Gaga
ACT III
8 - Just Dance
9 - Poker Face
10 - Telephone
ACT IV
11 - Partynauseous
12 - Paparazzi
13 - Do What U Want
14 - Dope
15 - You and I
16 - Born This Way (acústico)
ACT V
17 - Jewels N Drugs
18 - The Edge of Glory (Acapella)
19 - Judas
20 - Aura
21 - Sexxx Dreams
22 - Mary Jane Holland
23 - Alejandro
24 - Bang Bang (My Baby Shot Me Down)
ACT IV
25 - Bad Romance
26 - Applause
27 - Swine
ENCORE

28 - Gypsy
- "Fashion!" e "Cake Like Lady Gaga" foram apresentadas de 4 de maio de 2014 a 3 de junho de 2014.[7][8]
- "Mary Jane Holland" foi removida temporariamente do repertório de 9 de julho de 2014 a 24 de setembro de 2014.
- Durante a performance em Nova Iorque, T.I. juntou-se a Gaga  no palco para apresentar "Jewels n' Drugs".[9]
- Durante a performance em Calgary, Gaga cantou "Hair".[10]
- Durante a performance em Ottawa, Gaga fez um cover de "I've Got a Crush on You" do cantor George Gershwin.[11]
- Durante a performance em Tel Aviv, Tony Bennett apareceu no palco para cantar "I Can't Give You Anything But Love" ao lado de Gaga .[12]
- Durante as performances em Viena e Barcelona, Gaga fez um cover de "What's Up?" da banda 4 Non Blondes.[13][14]

## Datas
| Data                    | Cidade           | País                   | Arena                            | Ato de abertura                 | Público           | Receita     |
| ----------------------- | ---------------- | ---------------------- | -------------------------------- | ------------------------------- | ----------------- | ----------- |
| América do Norte        |                  |                        |                                  |                                 |                   |             |
| 4 de Maio de 2014       | Fort Lauderdale  | Estados Unidos         | BB&T Center                      | Lady Starlight                  | 12,977 / 12,977   | $1,173,695  |
| 6 de Maio de 2014       | Atlanta          | Estados Unidos         | Philips Arena                    | Lady Starlight Hatsune Miku     | 10,480 / 10,480   | $941,142    |
| 8 de Maio de 2014       | Pittsburgo       | Estados Unidos         | Consol Energy Center             | Lady Starlight Hatsune Miku     | 12,185 / 12,185   | $961,090    |
| 10 de Maio de 2014      | Uncasville       | Estados Unidos         | Mohegan Sun Arena                | Lady Starlight Hatsune Miku     | 7,722 / 7,722     | $564,692    |
| 12 de Maio de 2014      | Filadélfia       | Estados Unidos         | Wells Fargo Center               | Lady Starlight Hatsune Miku     | 14,866 / 14,866   | $1,014,800  |
| 13 de Maio de 2014      | Nova Iorque      | Estados Unidos         | Madison Square Garden            | Lady Starlight Hatsune Miku     | 14,326 / 14,326   | $1,625,812  |
| 15 de Maio de 2014      | Washington, D.C. | Estados Unidos         | Verizon Center                   | Lady Starlight Hatsune Miku     | 15,424 / 15,424   | $1,037,606  |
| 17 de Maio de 2014      | Detroit          | Estados Unidos         | Joe Louis Arena                  | Lady Starlight Hatsune Miku     | 11,971 / 11,971   | $954,173    |
| 18 de Maio de 2014      | Cleveland        | Estados Unidos         | Quicken Loans Arena              | Lady Starlight Hatsune Miku     | 12,792 / 12,792   | $1,000,814  |
| 20 de Maio de 2014      | Saint Paul       | Estados Unidos         | Xcel Energy Center               | Lady Starlight Hatsune Miku     | 10,084 / 10,084   | $796,395    |
| 22 de Maio de 2014      | Winnipeg         | Canadá                 | MTS Centre                       | Lady Starlight Hatsune Miku     | 12,507 / 12,507   | $974,017    |
| 25 de Maio de 2014      | Calgary          | Canadá                 | Scotiabank Saddledome            | Lady Starlight Hatsune Miku     | 12,662 / 12,662   | $982,731    |
| 26 de Maio de 2014      | Edmonton         | Canadá                 | Rexall Place                     | Lady Starlight Hatsune Miku     | 13,855 / 13,855   | $1,053,861  |
| 2 de Junho de 2014      | San Diego        | Estados Unidos         | Viejas Arena                     | Lady Starlight Hatsune Miku     | 9,332 / 9,332     | $851,927    |
| 3 de Junho de 2014      | San José         | Estados Unidos         | SAP Center at San Jose           | Lady Starlight Hatsune Miku     | 13,622 / 13,622   | $1,201,315  |
| 26 de Junho de 2014[A]  | Milwaukee        | Estados Unidos         | Marcus Amphitheater              | Lady Starlight Crayon Pop       | 18,201 / 23,089   | $1,169,670  |
| 28 de Junho de 2014     | Atlantic City    | Estados Unidos         | Boardwalk Hall                   | Lady Starlight Crayon Pop       | 13,363 / 13,363   | $1,366,626  |
| 30 de Junho de 2014     | Boston           | Estados Unidos         | TD Garden                        | Lady Starlight Crayon Pop       | 13,848 / 13,848   | $1,190,212  |
| 2 de Julho de 2014      | Montreal         | Canadá                 | Bell Centre                      | Lady Starlight Crayon Pop       | 12,709 / 12,709   | $965,286    |
| 4 de Julho de 2014[B]   | Quebeque         | Canadá                 | Plains of Abraham                | Lady Starlight Crayon Pop       | —                 | —           |
| 5 de Julho de 2014[C]   | Ottawa           | Canadá                 | LeBreton Flats                   | Lady Starlight Crayon Pop       | —                 | —           |
| 7 de Julho de 2014      | Buffalo          | Estados Unidos         | First Niagara Center             | Lady Starlight Crayon Pop       | 12,076 / 12,076   | $874,785    |
| 9 de Julho de 2014      | Toronto          | Canadá                 | Air Canada Centre                | Lady Starlight Crayon Pop       | 15,813 / 15,813   | $1,355,260  |
| 11 de Julho de 2014     | Chicago          | Estados Unidos         | United Center                    | Lady Starlight Crayon Pop       | 15,112 / 15,112   | $1,314,360  |
| 14 de Julho de 2014     | San Antonio      | Estados Unidos         | AT&T Center                      | Lady Starlight Crayon Pop       | 10,125 / 10,125   | $888,278    |
| 16 de Julho de 2014     | Houston          | Estados Unidos         | Toyota Center                    | Lady Starlight Crayon Pop       | 11,410 / 11,410   | $967,441    |
| 17 de Julho de 2014     | Dallas           | Estados Unidos         | American Airlines Center         | Lady Starlight Crayon Pop       | 11,949 / 11,949   | $1,006,048  |
| 19 de Julho de 2014     | Las Vegas        | Estados Unidos         | MGM Grand Garden Arena           | Lady Starlight Crayon Pop       | 12,474 / 12,474   | $1,189,990  |
| 21 de Julho de 2014     | Los Angeles      | Estados Unidos         | Staples Center                   | Lady Starlight Crayon Pop       | 13,461 / 13,461   | $1,222,162  |
| 22 de Julho de 2014     | Los Angeles      | Estados Unidos         | Staples Center                   | Lady Starlight Crayon Pop       | 13,461 / 13,461   | $1,222,162  |
| 25 de Julho de 2014     | Atlanta          | Estados Unidos         | Centennial Olympic Park          | —                               | —                 | —           |
| 30 de Julho de 2014     | Phoenix          | Estados Unidos         | US Airways Center                | Lady Starlight Babymetal        | 8,187 / 8,187     | $670,198    |
| 1 de Agosto de 2014     | Las Vegas        | Estados Unidos         | MGM Grand Garden Arena           | Lady Starlight Babymetal        | 12,474 / 12,474   | $1,189,990  |
| 2 de Agosto de 2014     | Stateline        | Estados Unidos         | Harveys Lake Tahoe               | Lady Starlight Babymetal        | 7,189 / 7,189     | $997,536    |
| 4 de Agosto de 2014     | Salt Lake City   | Estados Unidos         | Energy Solutions Arena           | Babymetal                       | 9,359 / 9,359     | $516,910    |
| 6 de Agosto de 2014     | Denver           | Estados Unidos         | Pepsi Center                     | Babymetal                       | 10,660 / 10,660   | $853,570    |
| 8 de Agosto de 2014[D]  | Seattle          | Estados Unidos         | Key Arena                        | Lady Starlight                  | 10,882 / 10,882   | $874,668    |
| 9 de Agosto de 2014[E]  | Vancouver        | Canadá                 | Rogers Arena                     | Lady Starlight                  | 13,449 / 13,449   | $962,524    |
| Ásia                    |                  |                        |                                  |                                 |                   |             |
| 13 de Agosto de 2014    | Tóquio           | Japão                  | QVC Marine Field                 | Lady Starlight Momoiro Clover Z | 25,226 / 25,226   | $3,937,218  |
| 14 de Agosto de 2014    | Tóquio           | Japão                  | QVC Marine Field                 | Lady Starlight Momoiro Clover Z | 25,226 / 25,226   | $3,937,218  |
| 16 de Agosto de 2014[F] | Seul             | Coreia do Sul          | Estádio Olímpico de Seul         | —                               | —                 | —           |
| Oceania                 |                  |                        |                                  |                                 |                   |             |
| 20 de Agosto de 2014    | Perth            | Austrália              | Perth Arena                      | Lady Starlight                  | 8,120 / 8,120     | $744,661    |
| 23 de Agosto de 2014    | Melbourne        | Austrália              | Rod Laver Arena                  | Lady Starlight                  | 8,626 / 8,626     | $886,455    |
| 24 de Agosto de 2014    | Melbourne        | Austrália              | Rod Laver Arena                  | Lady Starlight                  | 8,626 / 8,626     | $886,455    |
| 26 de Agosto de 2014    | Brisbane         | Austrália              | Brisbane Entertainment Centre    | Lady Starlight                  | 9,249 / 9,249     | $913,894    |
| 30 de Agosto de 2014    | Sydney           | Austrália              | Allphones Arena                  | Lady Starlight                  | 20,445 / 20,445   | $1,818,090  |
| 31 de Agosto de 2014    | Sydney           | Austrália              | Allphones Arena                  | Lady Starlight                  | 20,445 / 20,445   | $1,818,090  |
| Ásia                    |                  |                        |                                  |                                 |                   |             |
| 10 de Setembro de 2014  | Dubai            | Emirados Árabes Unidos | Meydan Racecourse                | Lady Starlight                  | 8,365 / 8,365     | $1,835,201  |
| 13 de Setembro de 2014  | Tel Aviv         | Israel                 | Yarkon Park                      | Lady Starlight                  | 18,984 / 18,984   | $1,786,945  |
| Europa                  |                  |                        |                                  |                                 |                   |             |
| 16 de Setembro de 2014  | Istambul         | Turquia                | Universidade Técnica de Istambul | Lady Starlight                  | 19,157 / 19,157   | $1,123,106  |
| 19 de Setembro de 2014  | Atenas           | Grécia                 | Estádio Olímpico de Atenas       | Lady Starlight                  | 26,860 / 26,860   | $941,091    |
| 23 de Setembro de 2014  | Antuérpia        | Bélgica                | Sportpaleis                      | Lady Starlight                  | 15,188 / 15,188   | $1,394,133  |
| 24 de Setembro de 2014  | Amesterdão       | Países Baixos          | Ziggo Dome                       | Lady Starlight                  | 14,196 / 14,196   | $1,273,725  |
| 27 de Setembro de 2014  | Herning          | Dinamarca              | Jyske Bank Boxen                 | Lady Starlight                  | 10,534 / 10,534   | $916,980    |
| 29 de Setembro de 2014  | Oslo             | Noruega                | Telenor Arena                    | Lady Starlight                  | 8,948 / 8,948     | $708,509    |
| 30 de Setembro de 2014  | Estocolmo        | Suécia                 | Ericsson Globe                   | Lady Starlight                  | —                 | —           |
| 3 de Outubro de 2014    | Hamburgo         | Alemanha               | Mercedes-Benz Arena (Berlim)     | Lady Starlight                  | 11,430 / 11,430   | $1,094,202  |
| 5 de Outubro de 2014    | Praga            | República Checa        | O2 Arena                         | Lady Starlight                  | 10,734 / 10,734   | $776,719    |
| 7 de Outubro de 2014    | Koln             | Alemanha               | Lanxess Arena                    | Lady Starlight                  | 13.189 / 13,189   | $1,139,559  |
| 9 de Outubro de 2014    | Berlim           | Alemanha               | O2 World                         | Lady Starlight                  | 10,555 / 10,555   | $950,331    |
| 15 de Outubro de 2014   | Birmingham       | Inglaterra             | Arena Birmingham                 | Lady Starlight                  | 12,092 / 12,092   | $1,329,847  |
| 17 de Outubro de 2014   | Dublin           | Irlanda                | 3Arena                           | Lady Starlight                  | 11,497 / 11,497   | $1,117,109  |
| 19 de Outubro de 2014   | Glasgow          | Escócia                | The SSE Hydro                    | Lady Starlight                  | 11,554 / 11,554   | $1,278,571  |
| 21 de Outubro de 2014   | Manchester       | Inglaterra             | Manchester Arena                 | Lady Starlight                  | 14,719 / 14,719   | $1,625,149  |
| 23 de Outubro de 2014   | Londres          | Inglaterra             | Arena O2 (Londres)               | Lady Starlight                  | 42,845 / 42,845   | $4,631,817  |
| 25 de Outubro de 2014   | Londres          | Inglaterra             | Arena O2 (Londres)               | Lady Starlight                  | 42,845 / 42,845   | $4,631,817  |
| 26 de Outubro de 2014   | Londres          | Inglaterra             | Arena O2 (Londres)               | Lady Starlight                  | 42,845 / 42,845   | $4,631,817  |
| 30 de Outubro de 2014   | Paris            | França                 | Zénith de Paris                  | Lady Starlight                  | 12,301 / 12,301   | $1,071,553  |
| 31 de Outubro de 2014   | Paris            | França                 | Zénith de Paris                  | Lady Starlight                  | 12,301 / 12,301   | $1,071,553  |
| 2 de Novembro de 2014   | Viena            | Áustria                | Wiener Stadthalle                | Lady Starlight                  | 11,586 / 13,598   | $1,055,678  |
| 4 de Novembro de 2014   | Milão            | Itália                 | Mediolanum Forum                 | Lady Starlight                  | 10,852 / 10,852   | $989,889    |
| 6 de Novembro de 2014   | Zurique          | Suíça                  | Hallenstadion                    | Lady Starlight                  | 13,259 / 13,259   | $1,314,684  |
| 8 de Novembro de 2014   | Barcelona        | Espanha                | Palau Sant Jordi                 | Lady Starlight                  | 17,513 / 17,513   | $1,420,987  |
| 10 de Novembro de 2014  | Lisboa           | Portugal               | MEO Arena                        | Lady Starlight                  | 7,345 / 7,345     | $365,313    |
| 13 de Novembro de 2014  | Birmingham       | Inglaterra             | Arena Birmingham                 | Lady Starlight                  | 6,129 / 6,129     | $455,781    |
| 16 de Novembro de 2014  | Glasgow          | Escócia                | The SSE Hydro                    | Lady Starlight                  | 10,403 / 10,403   | $681,824    |
| 20 de Novembro de 2014  | Sheffield        | Inglaterra             | Motorpoint Arena Sheffield       | Lady Starlight                  | 11,528 / 11,528   | $672,004    |
| 22 de Novembro de 2014  | Newcastle        | Inglaterra             | Metro Radio Arena                | Lady Starlight                  | 8,779 / 8,779     | $824,555    |
| 24 de Novembro de 2014  | Paris            | França                 | AccorHotels Arena                | Lady Starlight                  | 13,018 / 13,018   | $1,249,746  |
| TOTAL                   | TOTAL            | TOTAL                  | TOTAL                            | TOTAL                           | 920,088 / 920,088 | $83,040,746 |

Festivais e outros concertos
A Este concerto faz parte do festival "Summerfest 2014".
B Este concerto faz parte do festival "Festival d'été de Québec 2014".
C Este concerto faz parte do festival "Ottawa Bluesfest 2014".
D O concerto em KeyArena a 8 de Agosto de 2014 estava planeado originalmente para 28 de Maio, contudo, foi adiado devido a um caso de bronquite da cantora.
E  O concerto em Rogers Arena a 9 de Agosto de 2014 estava planeado originalmente para 30 de Maio, contudo, foi adiado devido a um caso de bronquite da cantora.
F Este concerto faz parte do festival "AIA Real Life: NOW Festival 2014".